# Ostoja Babiogórska
Ostoja Babiogórska este o arie protejată (sit de importanță comunitară — SCI) din Polonia întinsă pe o suprafață de 3.350,43 ha, integral pe uscat.

## Localizare
Centrul sitului Ostoja Babiogórska este situat la coordonatele 49°35′16″N 19°31′47″E / 49.5877°N 19.5297°E.

## Înființare
Situl Ostoja Babiogórska a fost declarat sit de importanță comunitară în aprilie 2004 pentru a proteja 3 specii de plante și 14 specii de animale.

## Biodiversitate
Situată în ecoregiunea alpină, aria protejată conține 19 habitate naturale: Pajiști alpine și boreale, Tufărișuri cu Pinus mugo și Rhododendron hirsutum (Mugo-Rhododendretum hirsuti), Tufărișuri subarctice cu Salix spp., Pajiști boreale și alpine pe substrat silicios, Pajiști alpine și subalpine calcaroase, Formațiuni ierboase bogate în specii de Nardus, dezvoltate pe substraturi silicioase în zone montane (și în zone submontane, în Europa continentală), Liziere de ierburi înalte hidrofile de câmpie și de nivel montan până la alpin, Fânețe montane, Mlaștini turboase de tranziție și turbării mișcătoare, Mlaștini alcaline, Grohotișuri silicioase de la nivelul montan până la nivelul zăpezii (Androsacetalia alpinae și Galeopsietalia ladani), Peșteri inaccesibile publicului, Păduri de fag Luzulo-Fagetum, Păduri de fag Asperulo-Fagetum, Păduri de fag subalpine medio-europene cu Acer și Rumex arifolius, Păduri pe pante, grohotișuri și ravene de Tilio-Acerion, Mlaștini împădurite, Păduri aluvionare cu Alnus glutinosa și Fraxinus excelsior (Alno-Padion, Alnion incanae, Salicion albae), Păduri acidofile de Picea de la nivel montan la nivel alpin (Vaccinio-Piceetea).
La baza desemnării sitului se află mai multe specii protejate:
- plante (3): Aconitum firmum subsp. moravicum, Buxbaumia viridis, Tozzia carpathica
- amfibieni (3): izvoraș-cu-burta-galbenă (Bombina variegata), triton cu creastă (Triturus cristatus), Triturus montandoni
- mamifere (8): lupul (Canis lupus), vidră de râu (Lutra lutra), râs eurasiatic (Lynx lynx), șoarece de tatra (Microtus tatricus), liliac cu urechi mari (Myotis bechsteinii), liliac cărămiziu (Myotis emarginatus), liliac comun (Myotis myotis), urs brun (Ursus arctos)
- nevertebrate (3): Carabus variolosus, Pseudogaurotina excellens, gândacul de apă (Rhysodes sulcatus)